# 1,4-diazepano
El 1,4-diazepano, también llamado homopiperazina, 1,4-diazacicloheptano y hexahidro-1,4-diazepina es un compuesto orgánico de fórmula molecular C5H12N2. Su estructura química corresponde a la del cicloheptano pero habiendo sido sustituidos dos carbonos —en posiciones 1 y 4— por sendos nitrógenos. Es, pues, una diamina heterocíclica con dos grupos amino secundarios.

## Características físicas y químicas
A temperatura ambiente, el 1,4-diazepano es un sólido incoloro —también descrito como blanco o amarillento— con el olor característico de las aminas.
Tiene su punto de ebullición a 168 °C y su punto de fusión a 38 °C. Algo menos denso que el agua (ρ = 0,950 g/cm³), es muy soluble en ésta (1000 g/L), mucho más que el azepano. El valor del logaritmo de su coeficiente de reparto, logP = -0,48, indica una solubilidad menor en disolventes apolares —como el 1-octanol— que en agua.

Es un compuesto higroscópico y sensible al aire, incompatible con agentes oxidantes fuertes así como con ácidos fuertes.

## Síntesis
El 1,4-diazepano puede ser sintetizado a partir de distintas aminas como N-(2-cianoetil)etilendiamina, N-(β-hidroxi)-1,3-propanodiamina o la más sencilla etilendiamina.
Esta última es un producto muy asequible, el cual, a lo largo de tres distintas etapas —sulfonilación, ciclación y de-sulfonilación— permite obtener 1,4-diazepano con un rendimiento total del 78%. Dentro de este método, en la primera etapa de sulfonilación, la adición de un catalizador de transferencia de fase mejora significativamente el rendimiento hasta el 86%. En la tercera y última etapa, la utilización de HBr/HAc/PhOH permite eliminar el grupo sulfonilo con un rendimiento del 91%.

## Usos
El 1,4-diazepano se puede utilizar como intermediario en síntesis orgánica y farmacéutica.
La mayoría de sus derivados poseen actividad biológica y valor medicinal, utilizándose esta amina para la síntesis de cloruro de homopiperazina, ciclizina, carbamazepina, clorciclizina y otros fármacos.
Es además precursora de derivados modificados de quinolina e isoquinolina, así como de derivados de tiazolidina. También para la síntesis de piridazina, derivados de bencilamina que contienen nitroxilo y otros medicamentos eficaces en el tratamiento de enfermedades cardiovasculares, neumonía intersticial (especialmente para pacientes de VIH con neumonía provocada por Pneumocystis), asma y trastornos del sistema nervioso central. También se ha empleado en la preparación de potentes antagonistas del receptor H3 para su uso en tratamientos contra enfermedades neurodegenerativas como la enfermedad de Alzheimer.
Por otra parte, aquellos derivados del 1,4-diazepano en los cuales el átomo de hidrógeno del grupo amino es sustituido por un alquilo de cadena larga o un grupo alcoxi, pueden ser usados como humectantes, emulsionantes y detergentes; otros de sus derivados se emplean como agentes colorantes ya que poseen vivos colores, teniendo importante relevancia en los tintes para el cabello.
Otra aplicación de esta diamina es como inhibidor de la corrosión del hierro.
El 1,4-diazepano puede ser utilizado como repelente para artrópodos, ya que enmascara los olores que atraen a los insectos. Se ha planteado su uso como sustituto del DEET, ingrediente habitual de los repelentes de insectos.

## Precauciones
Este compuesto tiene su punto de inflamabilidad a 64 °C.
Es una sustancia corrosiva que en contacto con piel u ojos puede provocar quemaduras severas. Su ingestión puede ocasionar efectos cáusticos en boca y garganta.